# Unione Sportiva Arezzo 1985-1986
Questa voce raccoglie le informazioni riguardanti l'Unione Sportiva Arezzo nelle competizioni ufficiali della stagione 1985-1986.

## Rosa
| N. |                   | Ruolo | Calciatore        |
| -- | ----------------- | ----- | ----------------- |
|    | Italia (bandiera) | C     | Giuseppe Bellini  |
|    | Italia (bandiera) | A     | Roberto Bidini    |
|    | Italia (bandiera) | C     | Stefano Butti     |
|    | Italia (bandiera) | C     | Francesco Calzona |
|    | Italia (bandiera) | C     | Fabrizio Di Mauro |
|    | Italia (bandiera) | C     | Franco Ermini     |
|    | Italia (bandiera) | C     | Massimo Esposito  |
|    | Italia (bandiera) | C     | Luciano Facchini  |
|    | Italia (bandiera) | A     | Damiano Farina    |
|    | Italia (bandiera) | C     | Luigi Gozzoli     |
|    | Italia (bandiera) | D     | Andrea Mangoni    |
|    | Italia (bandiera) | D     | Alberto Minoia    |

| N. |                   | Ruolo | Calciatore               |
| -- | ----------------- | ----- | ------------------------ |
|    | Italia (bandiera) | D     | Marco Moretti            |
|    | Italia (bandiera) | A     | Carlo Muraro             |
|    | Italia (bandiera) | C     | Domenico Neri            |
|    | Italia (bandiera) | P     | Fernando Orsi            |
|    | Italia (bandiera) | P     | Maurizio Carbonari       |
|    | Italia (bandiera) | D     | Giovanni Francesco Pozza |
|    | Italia (bandiera) | C     | Francesco Raggi          |
|    | Italia (bandiera) | D     | Rosario Sasso            |
|    | Italia (bandiera) | C     | Mauro Selvaggi           |
|    | Italia (bandiera) | D     | Paolo Tei                |
|    | Italia (bandiera) | A     | Guido Ugolotti           |

## Risultati

### Campionato

#### Girone di andata
| 8 settembre 1985 1ª giornata | Triestina | 2 – 1 | Arezzo |  |

| 15 settembre 1985 2ª giornata | Arezzo | 1 – 1 | Catania |  |

| 22 settembre 1985 3ª giornata | Pescara | 2 – 2 | Arezzo |  |

| 29 settembre 1985 4ª giornata | Lazio | 2 – 0 | Arezzo |  |

| 6 ottobre 1985 5ª giornata | Arezzo | 2 – 2 | Cesena |  |

| 13 ottobre 1985 6ª giornata | Empoli | 3 – 2 | Arezzo |  |

| 20 ottobre 1985 7ª giornata | Arezzo | 1 – 0 | Monza |  |

| 27 ottobre 1985 8ª giornata | Cremonese | 0 – 0 | Arezzo |  |

| 3 novembre 1985 9ª giornata | Arezzo | 2 – 1 | Sambenedettese |  |

| 10 novembre 1985 10ª giornata | Arezzo | 1 – 2 | Lanerossi Vicenza |  |

| 17 novembre 1985 11ª giornata | Ascoli | 3 – 3 | Arezzo |  |

| 24 novembre 1985 12ª giornata | Arezzo | 1 – 1 | Brescia |  |

| 1º dicembre 1985 13ª giornata | Bologna | 1 – 1 | Arezzo |  |

| 8 dicembre 1985 14ª giornata | Catanzaro | 2 – 1 | Arezzo |  |

| 15 dicembre 1985 15ª giornata | Arezzo | 0 – 0 | Palermo |  |

| 22 dicembre 1985 16ª giornata | Cagliari | 0 – 0 | Arezzo |  |

| 5 gennaio 1986 17ª giornata | Arezzo | 1 – 1 | Campobasso |  |

| 12 gennaio 1986 18ª giornata | Genoa | 1 – 0 | Arezzo |  |

| 19 gennaio 1986 19ª giornata | Arezzo | 1 – 0 | Perugia |  |

#### Girone di ritorno
| 26 gennaio 1986 20ª giornata | Arezzo | 0 – 0 | Triestina |  |

| 2 febbraio 1986 21ª giornata | Catania | 1 – 0 | Arezzo |  |

| 9 febbraio 1986 22ª giornata | Arezzo | 0 – 0 | Pescara |  |

| 16 febbraio 1986 23ª giornata | Arezzo | 2 – 1 | Lazio |  |

| 23 febbraio 1986 24ª giornata | Cesena | 1 – 1 | Arezzo |  |

| 2 marzo 1986 25ª giornata | Arezzo | 0 – 2 | Empoli |  |

| 9 marzo 1986 26ª giornata | Monza | 0 – 0 | Arezzo |  |

| 16 marzo 1986 27ª giornata | Arezzo | 1 – 1 | Cremonese |  |

| 29 marzo 1986 28ª giornata | Sambenedettese | 0 – 1 | Arezzo |  |

| 6 aprile 1986 29ª giornata | Lanerossi Vicenza | 3 – 1 | Arezzo |  |

| 13 aprile 1986 30ª giornata | Arezzo | 1 – 1 | Ascoli |  |

| 27 aprile 1986 31ª giornata | Brescia | 3 – 1 | Arezzo |  |

| 4 maggio 1986 32ª giornata | Arezzo | 1 – 0 | Bologna |  |

| 11 maggio 1986 33ª giornata | Arezzo | 3 – 0 | Catanzaro |  |

| 18 maggio 1986 34ª giornata | Palermo | 0 – 1 | Arezzo |  |

| 25 maggio 1986 35ª giornata | Arezzo | 0 – 0 | Cagliari |  |

| 1º giugno 1986 36ª giornata | Campobasso | 1 – 1 | Arezzo |  |

| 8 giugno 1986 37ª giornata | Arezzo | 1 – 2 | Genoa |  |

| 15 giugno 1986 38ª giornata | Perugia | 0 – 2 | Arezzo |  |

## Statistiche

### Statistiche di squadra
| Competizione | Punti | In casa | In casa | In casa | In casa | In casa | In casa | In trasferta | In trasferta | In trasferta | In trasferta | In trasferta | In trasferta | Totale | Totale | Totale | Totale | Totale | Totale | DR |
| Competizione | Punti | G       | V       | N       | P       | Gf      | Gs      | G            | V            | N            | P            | Gf           | Gs           | G      | V      | N      | P      | Gf     | Gs     | DR |
| ------------ | ----- | ------- | ------- | ------- | ------- | ------- | ------- | ------------ | ------------ | ------------ | ------------ | ------------ | ------------ | ------ | ------ | ------ | ------ | ------ | ------ | -- |
| Serie B      | 36    | 19      | 6       | 10      | 3       | 19      | 15      | 19           | 3            | 8            | 8            | 18           | 25           | 38     | 9      | 18     | 11     | 37     | 40     | -3 |
| Coppa Italia | 3     | 2       | 1       | 1       | 0       | 4       | 1       | 3            | 0            | 0            | 3            | 1            | 5            | 5      | 1      | 1      | 3      | 5      | 6      | -1 |
| Totale       |       | 21      | 7       | 11      | 3       | 23      | 16      | 22           | 3            | 8            | 11           | 19           | 30           | 43     | 10     | 19     | 14     | 42     | 46     | -4 |

### Statistiche dei giocatori
| Giocatore   | Serie B  | Serie B | Serie B     | Serie B    | Coppa Italia | Coppa Italia | Coppa Italia | Coppa Italia | Totale   | Totale | Totale      | Totale     |
| Giocatore   | Presenze | Reti    | Ammonizioni | Espulsioni | Presenze     | Reti         | Ammonizioni  | Espulsioni   | Presenze | Reti   | Ammonizioni | Espulsioni |
| ----------- | -------- | ------- | ----------- | ---------- | ------------ | ------------ | ------------ | ------------ | -------- | ------ | ----------- | ---------- |
| G. Bellini  | 19       | 0       | ?           | ?          | ?            | ?            | ?            | ?            | 19+      | 0+     | ?           | ?          |
| R. Bidini   | 1        | 0       | ?           | ?          | ?            | ?            | ?            | ?            | 1+       | 0+     | ?           | ?          |
| S. Butti    | 31       | 1       | ?           | ?          | ?            | ?            | ?            | ?            | 31+      | 1+     | ?           | ?          |
| F. Calzona  | 3        | 0       | ?           | ?          | ?            | ?            | ?            | ?            | 3+       | 0+     | ?           | ?          |
| F. Di Mauro | 24       | 1       | ?           | ?          | ?            | ?            | ?            | ?            | 24+      | 1+     | ?           | ?          |
| F. Ermini   | 33       | 4       | ?           | ?          | ?            | ?            | ?            | ?            | 33+      | 4+     | ?           | ?          |
| M. Esposito | 16       | 0       | ?           | ?          | ?            | ?            | ?            | ?            | 16+      | 0+     | ?           | ?          |
| L. Facchini | 23       | 2       | ?           | ?          | ?            | ?            | ?            | ?            | 23+      | 2+     | ?           | ?          |
| L. Farina   | 10       | 0       | ?           | ?          | ?            | ?            | ?            | ?            | 10+      | 0+     | ?           | ?          |
| L. Gozzoli  | 30       | 0       | ?           | ?          | ?            | ?            | ?            | ?            | 30+      | 0+     | ?           | ?          |
| A. Mangoni  | 31       | 1       | ?           | ?          | ?            | ?            | ?            | ?            | 31+      | 1+     | ?           | ?          |
| A. Minoia   | 35       | 2       | ?           | ?          | ?            | ?            | ?            | ?            | 35+      | 2+     | ?           | ?          |
| M. Moretti  | 4        | 0       | ?           | ?          | ?            | ?            | ?            | ?            | 4+       | 0+     | ?           | ?          |
| C. Muraro   | 32       | 8       | ?           | ?          | ?            | ?            | ?            | ?            | 32+      | 8+     | ?           | ?          |
| D. Neri     | 31       | 2       | ?           | ?          | ?            | ?            | ?            | ?            | 31+      | 2+     | ?           | ?          |
| F. Orsi     | 38       | -40     | ?           | ?          | ?            | ?            | ?            | ?            | 38+      | -40+   | ?           | ?          |
| G. Pozza    | 32       | 1       | ?           | ?          | ?            | ?            | ?            | ?            | 32+      | 1+     | ?           | ?          |
| F. Raggi    | 16       | 2       | ?           | ?          | ?            | ?            | ?            | ?            | 16+      | 2+     | ?           | ?          |
| R. Sasso    | 18       | 2       | ?           | ?          | ?            | ?            | ?            | ?            | 18+      | 2+     | ?           | ?          |
| M. Selvaggi | 2        | 0       | ?           | ?          | ?            | ?            | ?            | ?            | 2+       | 0+     | ?           | ?          |
| P. Tei      | 19       | 0       | ?           | ?          | ?            | ?            | ?            | ?            | 19+      | 0+     | ?           | ?          |
| G. Ugolotti | 32       | 11      | ?           | ?          | ?            | ?            | ?            | ?            | 32+      | 11+    | ?           | ?          |